# Joseph Berchtold
Joseph Berchtold, född den 6 mars 1897 i Ingolstadt, Kungariket Bayern, Kejsardömet Tyskland, död den 23 augusti 1962 i Herrsching am Ammersee, Bayern, Västtyskland, var en tysk SS-Obergruppenführer. Han var Reichsführer-SS, chef för SS, från den 1 november 1926 till mars 1927.